# Região Geográfica Intermediária de Patos de Minas
A Região Geográfica Intermediária de Patos de Minas é uma das treze regiões intermediárias do estado brasileiro de Minas Gerais e uma das 134 regiões intermediárias do Brasil, criadas pelo Instituto Brasileiro de Geografia e Estatística (IBGE) em 2017. É composta por 34 municípios, distribuídos em três regiões geográficas imediatas.
Sua população total estimada pelo Instituto Brasileiro de Geografia e Estatística (IBGE) para 1º de julho de 2018 é de 819 435 de habitantes, distribuídos em uma área total de 84 330,705 km².
Patos de Minas é o município mais populoso da região intermediária, com 150 833 habitantes, de acordo com estimativas de 2018 do Instituto Brasileiro de Geografia e Estatística (IBGE).

## Regiões geográficas imediatas
| Região geográfica imediata                   | Municípios | População Estimativa 2018 | Área (km²) |
| -------------------------------------------- | --- | ------------------------- | ---------- |
| Região Geográfica Imediata de Patos de Minas | Arapuá Brasilândia de Minas Carmo do Paranaíba Guarda-Mor João Pinheiro Lagamar Lagoa Formosa Lagoa Grande Matutina Paracatu Patos de Minas Presidente Olegário Rio Paranaíba São Gonçalo do Abaeté São Gotardo Tiros Varjão de Minas Vazante | 494 606                   | 45 092,366 |
| Região Geográfica Imediata de Unaí           | Arinos Bonfinópolis de Minas Buritis Cabeceira Grande Dom Bosco Formoso Natalândia Riachinho Unaí Uruana de Minas Urucuia | 183 208                   | 31 201,059 |
| Região Geográfica Imediata de Patrocínio     | Coromandel Cruzeiro da Fortaleza Guimarânia Patrocínio Serra do Salitre | 141 621                   | 8 037,280  |
| Total                                        | 34 | 819 435                   | 84 330,705 |